# Suecia antiqua et hodierna
Suecia antiqua et hodierna, soit « Suède antique et moderne », est le titre d’une collection de gravures de l’architecte militaire suédois Erik Dahlbergh, réalisée à partir de 1660 et publiée entièrement après sa mort, dans les années 1720.

## Description
L’ouvrage donne une vision de la Suède à l’une de ses périodes de plus grande importance sur la scène internationale.
Il compte trois volumes et un total de 353 illustrations. Une centaine représente les villes suédoises, une autre les châteaux et manoirs, le restant traitant de sites historiques et d’églises. Un texte de commentaire était prévu, mais n’a pas été écrit.
Dahlberg s’est inspiré pour le réaliser des publications topographiques de l’éditeur suisse Matthäus Merian. Il a commencé ses voyages dans toute la Suède en 1660, et y travaille jusqu’à sa mort à l’exception de la période de la guerre de Scanie.